# Píldoras azules
Píldoras azules (Pilules bleues) es el título de una novela gráfica en blanco y negro escrita e ilustrada en forma autobiográfica por Frederik Peeters (Ginebra, 1974) y publicada en el año 2001.

## Argumento
Píldoras azules cuenta cómo se inicia y desarrolla la relación entre Frederik y Cati, una chica seropositiva, como su hijo de tres años. Se trata de una reflexión sobre el poder de los sentimientos, la vida, la muerte, y la búsqueda de la felicidad. Durante las casi doscientas páginas veremos al protagonista plantearse todo tipo de preguntas acerca de la enfermedad y de cómo ésta influye en su relación con Cati. También el protagonista desarrolla una serie de sentimientos hacia el hijo de su pareja.

## Premios recibidos
- Premio Jules Töpffer de la Villa de Ginebra 2001.
- Nominado al Premio Alph'Art al mejor álbum del Salón Internacional de Cómic de Angoulême 2002.
- Nominada a la mejor obra extranjera en el Salón Internacional del Cómic de Barcelona 2005.